# ويليام بوردن
ويليام بوردن (بالفرنسية: William Bourdon)‏ هو محامي فرنسي، ولد في 14 أغسطس 1956 في نويي-سور-سين في فرنسا.

## وصلات خارجية
- ويليام بوردن على موقع IMDb (الإنجليزية)
- ويليام بوردن على موقع ألو سيني (الفرنسية)
- ويليام بوردن على موقع أول موفي (الإنجليزية)
- ويليام بوردن على موقع قاعدة بيانات الفيلم (الإنجليزية)
- ويليام بوردن على موقع كينوبويسك (الروسية)